# 别构调节

一个酶的别构调节

别构调节（Allosteric regulation，源於希腊语的  / allos——“其他”，以及  / stereos——“固态（物体）”）又稱變構調節、異構調節或是別構調節，是酶活性调节的一种机制。其原理为，一些酶除了有活性位点外，还有所谓别构中心，该中心可与配体（有时为底物）结合从而使酶的构象发生改变，影响到酶活性位点与底物的亲和力以及酶的活性。
别构调节的一种常见形式为反馈抑制（终产物抑制），是指某代谢途径中的终产物作为别构抑制剂抑制代谢途径前面限速酶的活性，从而达到维持细胞内一些代谢物浓度平衡的目的。
别构酶一般为具有四级结构的多亚基蛋白。单体别构酶极为少见，一个例子为丙酮酸-UDP-N-乙酰葡糖胺转移酶。
異位調節會接合特定的影响因子分子來調節酵素和蛋白質的行為，異位點使得影响因子能接合蛋白質分子，導致酵素發生結構上或者其他的改變，使得酵素的效率發生改變。影响因子若是增加其接合蛋白質的活性則稱為異位活化劑，相反的若是影响因子降低其接合蛋白質的活性則稱為異位抑制劑。
異位（allosteric）一詞源自於希臘文allos（ἄλλος）， "其他" 以及 stereos（στερεὀς）， "固體 （受體）"， 名稱由來因為異位調節蛋白在調節區域不同於活化區域，異位調節是一個天然的調節迴圈的例子，例如向下回饋下游產物或者是向上回饋上游基質。遠距離的異位調控對細胞訊息傳遞扮演著重要的角色。 

## 異位調節的模型
大多數的異位調節可以由 Monod、 Wyman 和 Changeux 所提出的MWC模型，或由Koshland、 Nemethy 和 Filmer 所提出的順序模型兩著模型都假設酵素含有兩種次單位的形式， 緊密(T) 或 鬆散 (R) ，而處於鬆散狀態的酵素比起緊密狀態的酵素和基質有更好的結合能力，這兩個模型假設最大的不同在於對於酵素次單位間的互相的作用 ，以及緊密和鬆散狀態的形成條件。

### 協同模型
異位調節中的協同模型，也可以稱做對稱模型，或者是MWC model，假設酵素的其中一個次單位發生構型的改變，其他次單位必定也同時改變其構型，因此， 全部的次單位處於相同的構型狀，此模型可進一步的推測，當缺少任何的配體（基質或是其他因子），平衡趨向於其中一種構型狀態T或者是R，而此平衡可藉由再活化區域以外的區域結合配體（異位調節的影响因子或者是配體）而轉換成T或者是R的構型 。

### 順序模型
異位調節中的順序模型認為當其中一個次單位發生構型的改變時，引發其他次單位造成相似但不同的構型轉變， 因此， 酵素中所有的次單位並不是處於完全一樣的構型狀態， 並且，順序模型提出了基質接合的誘導親合 。 大體上來說， 當酵素次單位隨機碰撞上基質分子的活化區域， 會形成手套狀的結構環繞基質。 然而，當誘導親合遇上T狀態和R狀態間的轉換，並不會影響鄰近酵素次單位發生構型狀態的轉變。總之，唯有當基質接合酵素其中一個次單位時， 才會影響其鄰近的次單位發生些許的構型改變， 以至於鄰近的次單位對於基質有不同的結合力。
結論:
- 酵素的次單位間不一定存在著一樣的形式
- 基質的接合藉由誘導親合
- 構型的轉變並不會傳播至全部的次單位

### Morpheein模型
異位調節中的 Morpheein 模型是一個分離協同模型。  
Morpheein 是指單一形式單體的多聚合體，可改變其不同功能的四個次單元體組成以至於調整酵素在生理功能上的差異。 Morpheein 形式狀態的轉移包含次單元體的分離，  結構的改變，以及重新組裝成一個不一樣的多體聚合物。和MWC模型以及KNF模型最大的不同是，morpheein model 包含了酵素次單元聚合體的分離 。
Morpheeins 說明了一個前所未有的機制， 藉由標定通用必須酵素的物種專一性以設計或發現藥物。 Morpheein 的抑制方法為結合一個穩定不反應的 Morpheein 以形成酵素， 因此將酵素傾向於該種形式狀態。 
膽色素原合酶（PBGS）為原型 Morpheein。 
系综模型
别构调控的系综模型将别构系统的统计集合列举为其势能函数的函数，然后将别构的特定统计测量结果与能量函数中的特定能量项（例如两个域之间的分子间盐桥）联系起来。系综别构模型和别构 Ising 模型等系综模型假设系统的每个域都可以采用类似于 MWC 模型的两种状态。Cuendet、Weinstein 和 LeVine提出的别构景观模型允许域具有任意数量的状态，并且可以使用一组严格的规则来估算特定分子相互作用对给定别构耦合的贡献。分子动力学模拟可用于估计系统的统计系综，以便可以使用别构景观模型对其进行分析。

## 異位資源

### 異位資料庫
異位調節是生物體內直接且有效率的調節大分子功能的方式，藉由接合位與配體的接合，造成拓樸學上明顯的不同。由於異位調節的高受體選擇性以及低目標毒性，異位調節預計在藥物的製作以及生醫工程的應用將會慢慢在嶄露頭角。 異位資料庫（ASD, http://mdl.shsmu.edu.cn/ASD （页面存档备份，存于）） 提供了一個中心的資源以達到異位調節分子的搜尋以及分析其結構， 功能以及其他註解， 目前， ASD 包含一百種以上的異位蛋白並且分餘三類（活化子， 抑制子， 調節子）每個蛋白都被標註有異位調節，生物過程以及相關疾病，以及分子的接合親和力，理化性質和治療區域，在ASD中集結而成的異位調節相關資訊可以預測其他尚未了解的異位蛋白，進而以實驗驗證，除此之外，經由 ASD的資料分析 可用來調查懷疑中的潛在異位調節目標分子， 以及幫助化學家了解其結構並修改，以達成新的異位調節設計藥物。

## 正构抑制剂与别构抑制剂对比
正构效应
结合位点：正构抑制剂直接与酶的活性位点结合。酶的活性位点即底物通常结合的位点。 
作用机制：通过占据活性位点，正构抑制剂阻止底物结合，从而直接阻断酶的催化活性。 
竞争性抑制：大多数正构抑制剂与底物竞争活性位点，这意味着如果底物浓度增加，它们的有效性会降低。
别构效应
结合位点：别构抑制剂与酶上与活性位点不同且分离的位点结合，称为别构位点。 
作用机制：与别构位点结合会诱导酶的构象变化，从而降低活性位点对底物的亲和力或改变酶的催化活性。即使存在底物，这种间接干扰也可以抑制酶的功能。 
非竞争性抑制：别构抑制剂通常表现出非竞争性抑制，这意味着它们的抑制作用不依赖于底物浓度。

## 異位調節的調控

### 正向調控
正向異位調節（也稱為異位激活）當接合配體會增強基質和其他結合位點之間的吸引力。一個例子是氧分子結合血紅蛋白，其中氧分子同是基質和影响因子。異位，或“其他”接合位是相鄰於活性位点的蛋白次單元。氧與一個次單元的結合誘導使得該次單元的結構發生改變，而後與活性位点相互作用，以提高他們對氧的親和力。由于别构效应，血红蛋白与氧气的结合曲线呈S形，可以用希尔方程描述，希尔系数为2.8左右。在特定范围内随着环境中氧含量的变化，血红蛋白与氧分子的结合率有一个剧烈变化的过程，生物体内组织中的氧浓度和肺组织中的氧浓度恰好位于这一突变的两侧，因而在肺组织，血红蛋白可以充分地从氧分压较高的肺泡中摄取氧，并随着血液循环把氧气释放到氧分压较低的组织中，充分地释放所携带的氧分子，从而起到输氧作用；可是当环境中的氧气含量很高或者很低的时候，血红蛋白的氧结合曲线非常平缓。

### 負向調控
負向異位調節（又稱位異位抑制）當結合 配體時會降低基質對活性位点的親和性。 舉例來說， 當2,3-BPG 結合上血紅蛋白的異位調節區，所有次單元對氧氣的親和力都會下降。另一個例子是番木鳖碱， 一種導致痙攣的毒藥，是一種甘氨酸受體的異位抑制劑。甘胺酸是主要突觸後抑制劑，抑制哺乳動物的脊髓以及腦幹的神經傳導，  番木鳖碱和甘胺酸受體有著不同的結合位，故屬於一種異位調節，他的結合降低甘胺酸受體對於甘胺酸的親和力。因此， 番木鳖碱抑制了抑制性的神經傳導，進而導致痙攣。
另一個異位抑制的例子可以ATP和酵素磷酸果糖激酶為例，參與了糖解作用的負向圈回調控。磷酸果糖激酶（一般可簡稱為 PFK）是催化糖解作用第三個步驟的酵素：磷酸果糖激酶使得果糖-6-磷酸變成果糖-1,6-双磷酸，磷酸果糖激酶在細胞內可以被高濃度的ATP異位抑制，當ATP的濃度很高時，ATP會結合磷酸果糖激酶的異位調控區域，造成酵素立體結構的改變。此改變造成其基質（磷酸果糖激酶和ATP）在活性位点的親和力下降， 使酵素被視為不活化的狀態。 此結果使得當ATP濃度很高時，將停止糖解作用的進行，以保存身體內葡萄糖的含量以及平衡細胞內ATP的濃度。經由這種方式，ATP被視為磷酸果糖激酶的異位抑制因子，即便他也屬於此酵素的基質。

## 異位調節的調控種類

### Homotropic
Homotropic 異位調節是指基質同時為目標酵素，調控活性的分子，通常是屬於酵素的活化劑。舉例來說，氧氣為血紅蛋白的 homotropic 異位調節。

### Heterotropic
Heterotropic 異位調節是指接合異位區域的調控分子不是其酵素的基質， 調控分子可能是酵素的活化劑或抑制劑。 舉例來說， H+, CO2, 和 2，3-二磷酸甘油酸是血紅蛋白的 heterotropic 異位調控分子。
有些異位調節蛋白可同時被基質以及其他分子調控，此種蛋白同時為 homotropic 和 heterotropic 的交互作用。

## 非調節的異位結合
非調節的異位結合區包含了酵素（以及任何蛋白質），其本身並不是胺基酸。舉例來說，許多酵素需要 鈉的結合以確保他正確的功能。然而，那並不是組成酵素次單元的必要物質，而鈉卻普遍存在於生物體內，而我們沒有見過任何已知的生物中能增加或是缺少鈉的含量以調控酵素活性。非調節性異位調節效應可以包括除了鈉（鈣，鎂，鋅），其他化學物質，任何其它離子，以及任何可能的維生素。

## 藥理學
當異位調節分子結合在異位調節位置（不同於內緣性配體活性位点）以提升或抑制內源性配體的作用。正常情況下，發生於受體分子的構型改變，使得結合活性發生改變。 經由這種方式，配體經由受體結合上初級配體以調節受體的活性。
舉例來說，GABAA受体有兩個活化區域使神經傳導物質γ-氨基丁酸得以結合，但他同時具備苯二氮䓬类以及麻醉劑調控結合位置。這些調控結合位可以提供正向的異位調節，增加GABA的活性。 地西泮是個苯二氮䓬調節位置的激动剂，及其解毒劑為氟马西尼，氟马西尼是苯二氮卓类的选择性拮抗剂。
更近期的藥物作用例子指出異位調節的作用目標包含拟鈣剂西那卡塞以及艾滋病的治療药马拉维若。

### 藥物作用於異位調節區域
異位調節區域是一種新興的藥物標靶，與傳統的方法相比，使用異位調節藥物有更多的優點。舉例來說，G蛋白偶联受体（GPCR）異位調節的結合位尚未接觸等同正構位的改變壓力以適應內源性配體，因此更加的多樣化。如此，可經由異位調節區域的篩選已獲得較好的 GPCR選擇性 
這對GPCRs的選擇性篩選是特別有用的，因為在正構位的序列保留性相當的高。 
並且， 此種調節方法可以降低其潛在的毒性，在劑量上不嚴重的過量並不會造成太大的危害。  
其他藥理選擇性的種類於異位調節的共同作用上都有其獨特性。 異位調節面對正構配體和所有次體都扮演著中立的腳色，如此稱為"絕對亞型選擇性 "。
即便異位調節的功用並不顯著，它還是可以提供超過正位配體的另一個強大的治療優勢，當內源性激動劑存在，他能選擇性地向上游或向下游調諧組織反應。多具體特異性小分子結合位為醫學相關的 Morpheein 藥物標靶。 

## 术语
- 别构酶：能够进行别构调节的酶
- 别构效应物：与别构中心结合且对酶的活性有调节作用的配体分子
  - 别构抑制剂：起抑制作用的别构效应物
  - 别构激活剂：起激活作用的别构效应物
- 同促效应：别构效应物为底物时的别构效应
- 异促效应：别构效应物不为底物时的别构效应

## 理论
- 齐变学说
- 序变假说

## 例子
- 天冬氨酸转氨甲酰酶

## 动力学
- 别构激活剂的v-[S]图呈S型
- 希尔方程
- Hill作图
- 协同性

## 外部連結
- Instant insight （页面存档备份，存于） introducing a classification system for protein allostery mechanisms from the Royal Society of Chemistry